# Ochaco Uraraka
Ochaco Uraraka (麗日 お茶子?, Uraraka Ochako), conosciuta anche con il suo nome da eroe Uravity (ウラビティ?, Urabiti), è un personaggio immaginario ideato da Kōhei Horikoshi e una dei personaggi principali del manga e anime My Hero Academia. È una ragazza con il superpotere, conosciuto come "Quirk" nella serie, chiamato "Zero Gravity" che le permette di annullare la gravità di qualsiasi oggetto che tocchi. Si è iscritta al Liceo Yuuei, dove ha conosciuto il protagonista Izuku, per diventare una supereroina.
Nei doppiaggi originali dell'anime è interpretata da Ayane Sakura, nell'adattamento italiano invece da Valentina Pallavicino. Il personaggio è stato accolto positivamente dalla critica per la sua personalità e il suo sviluppo ed è diventato uno dei personaggi più popolari della serie.

## Concezione e sviluppo
Ochaco fu ideata da Kōhei Horikoshi per il suo manga My Hero Academia. Horikoshi inizialmente chiamò il personaggio Yu Takeyama (岳山 優?, Takeyama Yū) e la progettò come una ragazza coi capelli blu che può aumentare le sue dimensioni a suo piacimento. L'autore scartò l'idea perché pensò che "potesse diventare problematico avere un personaggio principale con tale potere" e optò invece per uno che annullava la gravità agli oggetti. Il personaggio originale venne riciclato per l'eroina secondaria Mt. Lady. Cambiò anche il nome in Ochaco Uraraka, dove i kanji di "Ochaco" significano "tè" e "bambina", mentre quelli del cognome "grazioso" e "giorno".
Il design del personaggio ricevette diverse modifiche nell'adattamento animato. L'originale aspetto di Uraraka nel manga era più tozzo, soprattutto nei fianchi e nelle gambe. L'autore disse che preferiva disegnare ragazze "più paffute". Nell'anime il personaggio invece divenne più snello.

### Doppiaggio

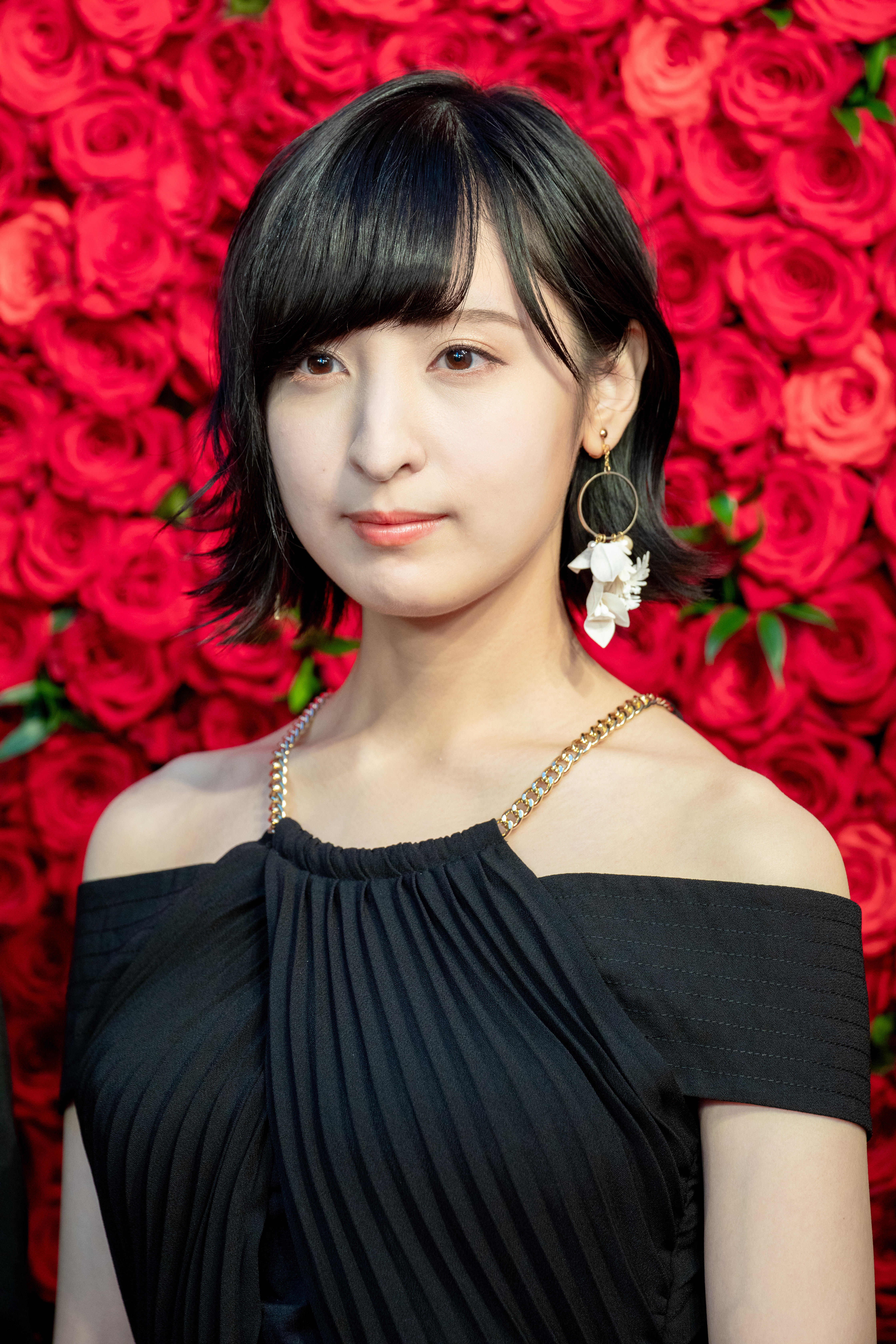
Ayane Sakura, la doppiatrice di Ochaco Uraraka nell'anime

La doppiatrice di Ochaco nell'adattamento animato è Ayane Sakura. Sakura fu felice di ottenere il ruolo per il personaggio e la definì come un personaggio "sorprendentemente schietto e scurrile" e una "eroina insolita". In un'intervista durante, la doppiatrice disse che nella prima stagione Ochaco era un personaggio forte, ma non era esperta in battaglia. Secondo Sakura, il cuore del personaggio non è cambiato lungo la serie, ma si chiese se l'esperienza ottenuta sarebbe stata mostrata nel suo comportamento. La doppiatrice pensò inoltre che il personaggio è "veramente diventata un'eroina" nella sesta stagione. Sakura notò come il personaggio si sia sviluppato lungo la serie, diventando più saggia, soprattutto durante la quinta stagione, dicendo che è finalmente diventata un "eroina che può salvare anche altri eroi". Durante la registrazione di L'ego di una ragazza pianse insieme a Misato Fukuen, la doppiatrice di Himiko Toga, dicendo che non riuscì neanche a leggere il copione.
Ne doppiaggio italiano è interpretata da Valentina Pallavicino.

## Descrizione del personaggio
Ochaco Uraraka è una ragazza piuttosto schietta e vivace. Nonostante l'aspetto e il carattere solitamente solare è molto determinata a diventare un grande eroina. Ochaco è molto emotiva e spesso va in battaglia senza pensare. Prova empatia anche per i cattivi e soprattutto Himiko Toga.
Ha una cotta per il protagonista, Izuku Midoriya.

### Poteri e abilità
Il Quirk di Ochaco è lo "Zero Gravity", che le permette di annullare l'effetto della forza gravitazionale su qualunque oggetto tocchi con i cuscinetti che ha sull'ultima falange delle dita e può annullare l'effetto del suo potere in qualsiasi momento facendo toccare tra loro i cuscinetti, ma se ne abusa finisce per soffrire di nausea; può anche rendere sé stessa svincolata dalla gravità, mettendo le mani in una particolare posizione. Nonostante il suo Quirk non sia prettamente offensivo, Uraraka ha dimostrato in più occasioni di saperlo sfruttare a proprio vantaggio sopperendo alla mancanza di potere d'attacco grazie alla strategia, trasformando anche detriti galleggianti in una pioggia di proiettili in caduta libera.

## Biografia del personaggio
Ochaco è una ragazza di 15 anni. Viene da una famiglia di lavoratori edili in ristrettezze economiche, per questo Uraraka aspira a diventare un'eroina e guadagnare abbastanza soldi così da potere dare ai suoi genitori una vita più dignitosa. Incontra Izuku prima dell'esame di ammissione dello Yuei.
Dopo l'incontro con Izuku, inizia ad ammirare il suo eroismo e la sua natura compassionevole, volendo diventare come lui in termini di forza emotiva e ottenere più motivi per raggiungere i suoi obiettivi e sentirsi completa. Per diventare più forte ha deciso di investire il suo periodo di apprendistato sotto l'eroe Gunhead, diventando esperta nel combattimento corpo a corpo e nella neutralizzazione dell'avversario. Durante l'esame per la licenza provvisoria, Uraraka capisce di essere effettivamente innamorata di Izuku, ma decide di tenere a bada i propri sentimenti per evitare che possano entrare in contrasto con il suo obiettivo; durante gli scontri di allenamento tra 1-A e 1-B, è stata comunque la prima a fiondarsi da Izuku appena il One For All ha iniziato ad andare fuori controllo. Durante il tirocinio con Tsuyu e Nejire sotto la Pro Hero Ryukyu, ha dato supporto dall'esterno nel raid contro gli Shie Hassaikai. In seguito ha istruito Izuku su come gestire il Float per librarsi in aria.
A riprova dei suoi sentimenti per Izuku, quando questi lascia la Yuei durante la crisi degli eroi e rivela a tutti la verità sul suo Quirk, la prende peggio degli altri e quando, assieme a Iida e Bakugo, riesce riportare il giovane all’accademia per aiutarlo, vede come i civili rifugiati vogliano cacciare Izuku, ma mentre questi fa per andarsene, gli prende dolcemente la mano e gli dice di non ascoltarli, e quando la situazione sembra precipitare, afferra un megafono e spiega ai civili l'importanza di Izuku e dei suoi sacrifici, calmando buona parte degli astanti.
Durante la guerra finale, Ochaco mostra ulteriormente la sua compassione volendo parlare con Himiko, invece di cercare di catturarla o ucciderla, tentando di raggiungerla nonostante tutto quello che ha fatto. Gli sforzi di Ochaco alla fine hanno successo quando Toga accetta di parlare con lei, convincendola a porre fine alla sua furia. Dopo la guerra, Ochaco rimane colpita dalla morte di Himiko, essendo l'unica testimone della sua dipartita dopo che lei ha trasfuso tutto il suo sangue in Ochaco per salvarle la vita. Inizialmente, Ochaco nasconde il suo dolore e prende le distanze dai suoi compagni di classe, non volendo rovinare la loro felicità, ma una volta rimasta da sola, crolla, sopraffatta dal senso di colpa e incolpando se stessa per non essere riuscita a salvare Toga. Tuttavia, dopo che Izuku e il resto della Classe A arrivano per confortarla, Ochaco riesce finalmente a lasciar andare il suo dolore, giurando di migliorare in modo che nessuno venga lasciato indietro di nuovo. 
Otto anni dopo, Ochaco si è diplomata alla Yuei, ed è diventata una Pro Hero insieme ai suoi compagni di classe. Mantenendo il suo voto di aiutare gli altri, sceglie di iniziare un'espansione della consulenza Quirk, visitando le scuole elementari in tutto il Giappone con i suoi amici per fornire una guida e un supporto migliori ai bambini piccoli con i loro Quirk. La sua cotta di lunga data per Izuku si concretizza inoltre quando lui le confessa di voler passare più tempo con lei che con chiunque altro, convincendola ad confessargli che prova gli stessi sentimenti per lui, incoraggiata dallo spirito di Toga.

## Altri media
Ochaco è apparsa anche dei film della serie My Hero Academia: Two Heroes, My Hero Academia: Heroes Rising, My Hero Academia: World Heroes' Mission e My Hero Academia: You're Next. Appare anche nella light novel spin-off Boku no Hero Academia: Yuuei Hakusho e il manga comico My Hero Academia Smash!!. Il personaggio appare anche nei videogiochi della serie My Hero Academia: Battle for All, My Hero: One's Justice e My Hero: One's Justice 2.
Nel musical ispirato alla serie, Ochaco è interpretata da Yume Takeuchi.
Al di fuori del franchise di origine, Ochaco è anche apparsa in Fortnite nel 2022. Una skin basata sul personaggio per Juno in Overwatch 2 è stata distribuita dal 17 al 30 ottobre 2024.
Ochaco è anche apparsa in un video promozionale per Avengers: Infinity War in cui discute con Vedova Nera.

## Accoglienza

### Popolarità

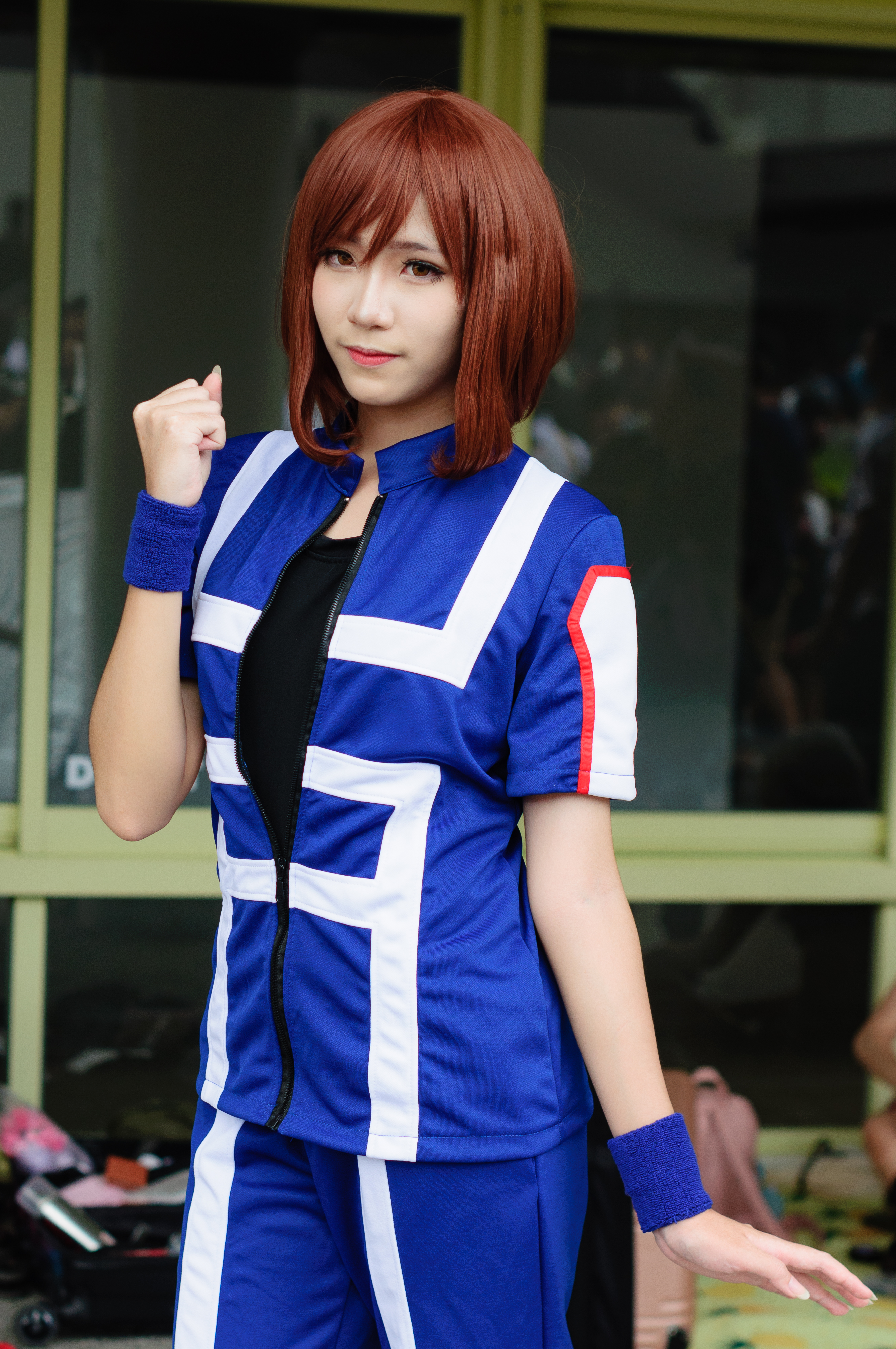
Cosplayer di Ochaco Uraraka

Ochaco è stata accolta abbastanza positivamente dal pubblico, diventando uno dei personaggi più popolari della serie. In un sondaggio sui personaggi di My Hero Academia tenuto da Crunchyroll, Ochaco è arrivata 4ª con 3.268 voti. Nel primo sondaggio ufficiale giapponese della serie, Ochaco è arrivata 4ª, mentre in quello inglese 3ª. Nel sondaggio globale del 2024 "World Best Hero", Ochaco è arrivata 11ª. Tuttavia in un sondaggio di goo, un motore di ricerca giapponese, il 6,7% degli utenti ha considerato Ochaco la "peggior eroina dei manga".
Nel "A Decade of Anime" di Funimation, Ochaco è tra le cinque vincitrici della categoria "Best Girl of the Decade". Ai Crunchyroll Anime Awards del 2017, Ochaco è stata nominata nella categoria "Miglior personaggio femminile", venendo però battuta da Rem di Re:Zero - Starting Life in Another World. Nel 2017 invece è riuscita a vincere nella stessa categoria.
Il personaggio è stato oggetto di diversi cosplay e fan art.

### Critica
Ochaco è stata accolta positivamente dalla critica. Sam Leach di Anime News Network ha apprezzato Uraraka e ha notato come la sua battaglia contro Bakugo sia stata fondamentale per il suo sviluppo. Alex Osborn di IGN l'ha descritta come "forte e coraggiosa", evidenziando la sua crescita durante le battaglie. Daniel Kurland di Den of Geek ha anche lui elogiato lo sviluppo del personaggio e la sua personalità. Su Comic Book Resources, Kurland ha notato come il pubblico enfatizzi molto di più il suo ruolo nell'anime, il rapporto che ha con Izuku e la sua motivazione di diventare eroina; invece che il suo sviluppo, le sue abilità e il suo costume. Rae Grimes e Louis Kemner dello stesso sito hanno paragonato il personaggio a Winry Rockbell di Fullmetal Alchemist, Tohru Honda di Fruits Basket, Sakura Haruno e Hinata Hyuga di Naruto, Yotsuba Nakano di The Quintessential Quintuplets e Nobara Kugisaki di Jujutsu kaisen - Sorcery Fight. Kemner ha definito Ochaco "una Izuku in miniatura" che apprezza il duro lavoro e positività, e che potrebbe essere persino migliore di Momo Yaoyorozu, una delle prime della classe, grazia alla sua furbizia in battaglia e l'esperienza. Ryan McCarthy ha apprezzato lo sviluppo di Ochaco, soprattutto nella sua intelligenza e maturità. Rosa Perez ha criticato come Tenya Iida e Uraraka vengano sostituiti da Bakugo e Todoroki lungo la serie. Anche Cold Cobra di Anime UK News ha elogiato il personaggio. Ali Blecman di POMEgranate Magazine ha apprezzato soprattutto la sua determinazione e come impari da Izuku. Tanner Fox di Screen Rant ha apprezzato il personaggio, stilando una lista dei 10 momenti più "carini" nella serie. Nick Valdez di ComicBook ha elogiato il personaggio e la sua determinazione in Un vero inferno, sostenendo che fosse l'MVP dell'episodio.  Robbie Mitchell di Game Rant ha sostenuto che il suo design evita qualsiasi forma di fanservice, spesso presente negli anime, e che il suo costume è "funzionale", considerandola una dei migliori personaggi femminili. Rei Penber dello stesso sito ha considerato Ochaco un personaggio molto importante della serie, ma poco utilizzato.
Il personaggio ha ricevuto anche delle critiche. Olivea Eaton di Comic Book Resources ha dichiarato che Ochaco diventi sempre meno gradevole più si va avanti nella serie, riponendo troppa fiducia in Izuku e la gelosia che prova nei suoi confronti quando parla con altre ragazze. Cody McIntosh dello stesso sito ha criticato il suo comportamento e il fatto che non si capisca il suo obiettivo. Inoltre McIntosh ha sostenuto che Ochaco idolatra troppo Izuku, mettendolo su un piano più alto di quello che è realmente, per questo ha pensato che la loro relazione non durerebbe. Ali Blecman di POMEgranate Magazine ha sostenuto che i momento in cui Ochaco pensa alla sua cotta siano troppo "forti" e le si ritorcono spesso contro. Ahmed Rehan Nasir di Game Rant ha criticato come l'autore abbia gestito Uraraka, facendola partire come un buon personaggio con obiettivi promettenti, per venire poi "oscurata" da altri personaggi maschili. Nasir ha pensato che la serie non ha offerto al personaggio lo sviluppo necessario, come succede spesso nei manga shōnen, dove alla fine il personaggio femminile principale diventi solo un interesse amoroso per il protagonista.
La sua rivalità con Himiko Toga è stata accolta abbastanza positivamente. Kofi Outlaw di ComicBook ha sostenuto che, dopo anni di battaglie fra loro, il finale del loro conflitto era "diventato favorevole". Rei Penber di Game Rant ha ha trovato la battaglia contro Himiko "molto emozionante". Julián Jorge Fernández Loyarte dello stesso ha considerato l'ultima loro battaglia come la migliore di tutta la serie. Louis Kemner di Comic Book Resources ha criticato il personaggio durante lo scontro finale con Himiko e di come volesse cercare di parlare con l'avversaria, definendo il metodo come "talk jutsu" in riferimento a Naruto. Invece Ben Sockol di Screen Rant ha apprezzato tale metodo, considerandolo più realistico e appagante ed è riuscito a creare "qualcosa di nuovo" rispetto a Naruto. Kemner ha pensato che Ochaco sarebbe potuta diventare uguale alla sua rivale, ma decise di seguire la sua coscienza e quella di Izuku.
Anche il rapporto tra lei e il protagonista è stato elogiato. Rae Grimes di Comic Book Resources lo ha apprezzato e ha notato la loro fiducia reciproca. Secondo Lauren Kells di Screen Rant, Ochaco e Izuku hanno una bella chimica, incoraggiandosi l'uno con l'altro, facendo l'esempio della sciarpa di Deku indossata da Ochaco nel finale.

## Influenza culturale
Ochaco è divenuta anche un meme di Internet soprattutto per le sue espressioni facciali, spesso paragonate a quelle di Pikachu e Kirby. Una pubblicazione dell'Università di Zurigo ha notato che il personaggio, insieme ad altri personaggi anime, è uno dei più presenti nelle immagini generate con intelligenza artificiale.

### Merchandising
Il personaggio ha ricevuto diverso Merchandising, tra cui Nendoroid, Funko Pop!, Banpresto e altre action figure. Ochaco ha ricevuto anche magneti, Nanoblock, magliette e felpe.